# Serenoa repens
Serenoa repens é uma  pequena palmeira nativa da América do Norte. Trata-se da única espécie do  género Serenoa, pertencente à família Arecaceae. Também conhecida como "palmeira de serra". O nome serenoa é em homenagem ao botânico Sereno Watson.
Os extratos deste vegetal são usados pela medicina como antiandrógeno e antiedematoso.
Nomes populares da espécie são serenoa (espanhol), sabal (francês), saw palmetto (inglês), sägepalme (alemão).

## Constituintes químicos
Seus principais constituintes químicos são: ácidos graxos, carotenos, ácido cáprico, ácido caprílico, ácido capróico, ácido laúrico, ácido palmítico, ácido oleico, lípase, arabinose, galactose, resina, saponinas esteroidais, beta-sitosterol, cicloartenol, lupenona, lupeol, estigmasterol, taninos.

## Propriedades medicinais
A planta tem sido tradicionalmente utilizada como afrodisíaca, antisseborreica, antiestrogênica, diurética, inibidora das células prostáticas, no tratamento de tumor benigno da próstata, desordem dos sistemas genital e urinário (inflamação, ruptura, entupimento de vias), impotência sexual e hiperplasia da próstata. Alivia a micção noturna frequente, aumenta o jato urinário, alivia a inflamação da próstata e trata as infeções do trato urinário. É igualmente empregada no tratamento de afeções cutâneas ( eczemas) e  da queda de cabelos.
Estudos farmacológicos demonstram que a planta possui atividade antiandrogénica, antiproliferativa e anti-inflamatória. A ação antiandrogénica deve-se à sua capacidade de inibir a atividade da 5 alfa-redutase, enzima que transforma a testosterona em di-hidrotestosterona, a hormona responsável pelo aumento da próstata.
A ação antiproliferativa das células prostáticas deve-se à redução da concentração do fator de crescimento epidémico. A acção anti-inflamatória é obtida pela redução da fosfolipase A2, da 5-upoxigenase e da cicloxigenase, bem como das enzimas responsáveis pela síntese das prostaglandinas e dos leucotrienos, responsáveis pelo aparecimento do edema causador do desconforto urinário.  Ao nível dos sintomas, verificam-se algumas melhorias, como o aumento do jato urinário, a redução do número médio de micções noturnas e diurnas, a diminuição do resíduo urinário e da dor ao urinar.
Ao contrário dos fármacos mais usados para tratar a HBP, a Serenoa repens não tem efeitos adversos na função sexual. É bem tolerada, tem eficácia clínica bem demonstrada e melhora significativamente a qualidade de vida do doente com H.B.P.
S. repens  ganhou popularidade como um remédio contra a calvície  (alopécia androgenética), sendo amplamente divulgada e vendida através da Internet. Todavia seu uso na automedicação pode mascarar a detecção precoce do câncer de próstata.
Seu uso também pode agravar doenças epigástricas graves preexistentes. Tampouco é indicado para casos avançados de hiperplasia prostática benigna, não devendo ser utilizado sem primeiro afastar a possibilidade de câncer de próstata, nefrite, infeções do trato urinário e outras desordens nefrourológicas. Mulheres, principalmente grávidas ou em amamentação, também não devem fazer uso deste fitoterápico.

### Estudos e pesquisas
Segundo estudos recentes, o extrato lipoesterólico da S. repens tem mostrado resultados altamente promissores no tratamento da hiperplasia benigna de próstata (HBP), doença degenerativa que afeta cerca de 50% dos homens a partir de 50 anos de idade e 80% dos homens na faixa dos 80 anos. A doença tem sido associada a um distúrbio na regulação de hormônios sexuais, particularmente envolvendo a testosterona, o mais importante hormônio masculino circulante, que é metabolizado a di-hidrotestosterona (DHT) pela enzima 5a-redutase. Alguns estudos demonstraram que o extrato lipoesterólico poderia inibir a atividade da  5a-redutase,  e os compostos responsáveis por este efeito seriam, muito provavelmente,  os fitoesteróis. Foi também comprovado que os fitoesteróis têm afinidade pelos recetores androgênicos citosólicos da DHT, podendo assim competir com este hormônio, o que resultaria na diminuição da exposição das células prostáticas à estimulação hormonal. Quanto ao processo inflamatório associado aos sintomas urológicos característicos da HBP, foi demonstrado que o extrato lipoesterólico da S. repens pode influenciar na síntese dos metabólitos inflamatórios do ácido araquidônico.
Assim, a utilização do extrato de S. repens no tratamento da hiperplasia prostática benigna  evitaria que a testosterona fosse convertida em  DHT, hormônio responsável pela multiplicação das células prostáticas, que, quando ocorre de forma anormal, causa o aumento do órgão. Seu uso  apresentou eficácia superior à tamsulosina, no manejo de pacientes com escore de sintomas superior a 10. Todavia, em 2006, por falta de estudos  clínicos bem estruturados, ainda  não era recomendada a utilização de fitoterápicos no manejo da HPB.
Observe-se que o seu uso principal é tem sido no tratamento da hiperplasia benigna da próstata. Há controvérsia em relação à indicação contra impotência e para aumento da libido, pois o mecanismo de ação da Serenoa repens é similar ao da droga finasterida. A finasterida é um inibidor de 5-alfa-reductase no tratamento da hiperplasia prostática e, em 5% dos casos, tem  efeitos colaterais que incluem diminuição da libido e impotência. Estudos concluíram que, comparada à finasterida, a  S. repens provoca menos efeitos colaterais e resultados mais rápidos, requerendo cerca de 30 dias para se tornar eficaz, enquanto o medicamento convencional pode necessitar de até seis meses.

### Efeitos colaterais e reações adversas
Dado que os compostos ativos se apresentam em concentrações reduzidas nas plantas, há uma crença de que os riscos de efeitos secundários indesejáveis, decorrente do uso de fitoterápicos sejam menores. Entretanto, muitos  pesquisadores alegam que tal afirmação carece de base científica, se a correlação dose-tempo não estiver bem estabelecida. O que se sabe é que nenhuma reação adversa séria foi observada em decorrência do uso do extrato lipidoesterólico da Serenoa repens. Há apenas registro de reações adversas leves e passageiras. Em um estudo com 142 pacientes ambulatoriais com idade acima dos 50 anos e HPB sintomática, foram relatados efeitos adversos, sobretudo gastrointestinais, em apenas 10% dos casos, aproximadamente. Assim, o extrato lipidoesterólico da Serenoa repens tem demonstrado ser uma terapia eficaz contra a HPB, além de muito bem tolerado pela grande maioria dos pacientes.